# موش و گربه (منظومه)
منظومه موش و گربه قصیده‌ معروف انتقادی و طنز منسوب به عبید زاکانی است. در این منظومه، گربه‌های کرمان پس از بستن عهد و فریب موشان، عهد خود را می‌شکنند و جنگ بین موشان و گربه‌ها در بیابان‌های فارس درمی‌گیرد. ابتدا لشکر موشان پیروز شده و شاه گربه‌ها را گرفتار می‌کنند. در ادامه گربه ریسمان را با دندان پاره کرده و به‌موش‌ها حمله‌ور می‌شود و آن‌ها را شکست می‌دهد.
ذبیح‌الله صفا در تاریخ ادبیات در ایران در وصف این منظومه چنین نوشته است:
منظومه موش و گربه قصیده ای است در حدود نود بیت  در بحر خفیف  سروده شده و در صفت گربه‌یی مزوّر از سرزمین كرمان و كیفیت ریاكاری و تزویر او در جلب اعتماد موشان از راه توبه و انابه و آنگاه دریدن و خوردن آنها و پیش گرفتن رفتار درشتی كه منجرّ بجنگ سخت میان موشان و گربگان در «بیابان فارس» شد و درین جنگ اگرچه در آغاز امر ظفر با موشان بود لیكن عاقبت گربگان پیروز شدند و موشان بیچاره را تار و مار كردند و تخت و تاج و خزانه و ایوان آنان را بباد تاراج دادند و از میان بردند.— ذبیح‌الله صفا، تاریخ ادبیات در ایران
بر اساس شواهد تاریخی و همزمانی وقایع و نیز نزدیکی عبید زاکانی به ابواسحق  اینجو  می‌توان مقصود شاعر را مبارزه بین ابو اسحق اینجو بود با امیر مبارز الدّین  دانست.
ذبیح‌الله صفا معتقد است که بر اساس شواهد و شباهت اشخاص داستان به ابواسحق و امیرمبارزالدین، که داستان توبه معروفش در سال ۷۴۰ هجری و بیعت نابخشودنیش با خلیفه عبّاسی در مصر، و محتسبی و خم‌شكنی و تظاهر او به عبادت در تاریخ ثبت شده است، می‌توان تاریخ سرودن این قصیده را بین سالهای ۷۵۴ (فرار ابو اسحق از شیراز) یا ۷۵۸ (قتل ابو اسحق در شیراز) دانست.
در مقاله‌ای تحت عنوان جلوه‌های نمایشی در موش و گربه آمده است که:
گربه‌های کرمان بسیار معروفند و امیر کرمان، امیر مبارزالدین، برای اینکه کسی را خوار کند، از کلمه گربه بسیار استفاده می‌کرده است و عبید با توجه به این مصادیق، شخصیت اصلی خود را گربه نامید.— مجید رحیمی جعفری، محمد جعفر یوسفیان کناری، جلوه‌های نمایشی در موش و گربه، ۱۳۹۱، دانشگاه تربیت مدرس
یاشار صمیمی مفخم، نمایشگاه‌گردان و نویسنده در کتاب کارنامه (چاپ موزه هنرهای معاصر تهران) نوشته است که:
این قصیده که نمونه‌ای بی‌نظیر در تاریخ ادبیات رسمی ایران است، از زمان سرودنش تا امروز، هم به لحاظ موضوعی، هم استفاده از بحری که در آن سروده شده، هم استفاده از دایره واژگان ساده و محدود و هم نزدیکی لحنش به لحن کودکانه، از معدود آثاری است که نه تنها در بین بزرگسالان بلکه در میان کودکان نیز قرن ها خوانده و شنیده می‌شده است. 
این اثر، بهترین و شاید تنها کتابی بوده که در دورانی که به دوران ادبیات مکتب‌خانه‌ای مشهور است، بر خلاف دیگر آثار کلاسیک که گاهی مکتبدار نیز از دانش کافی برای فهم و انتقال مفاهیم برخوردار نبوده، برای کودکان همان کارکردی را داشته که امروز کتابهای کودک و نوجوان دارند. 
میرزا یحیی دولت آبادی در کتابش، حیات یحیی می‌نویسد که: 
از فارسی چیزی را که به شوق می‌خواندم کتاب موش و گربه بود شعرهای آنرا حفظ کرده آن کتاب را تقریبا در میان آنچه برای خواندن من حاضر شده یگانه چیزی بود که با سن و تحصیل من مناسبت داشته می‌شناختم و آنرا دوست می‌داشتم.— یحیی دولت‌آبادی، حیات یحیی

## نمونه شعر
بیت‌های مقدمه:
| اگر داری تو عقل و دانش و هوش |  | بیا بشنو حدیث گربه و موش   |
| بخوانم از برایت داستانی      |  | که در معنای آن حیران بمانی |

دو بیت مؤخره:
| جان من پندگیر از این قصه    |  | که شوی در زمانه شادانا |
| غرض از موش و گربه بر خواندن |  | مدعا فهم کن پسر جانا   |

## شاعر
علی محدث معتقد است موش و گربه کار عبید زاکانی نیست. وی سه دلیل زیر را بر این باور خود ارائه می‌کند: 
- این چکامه یعنی موش و گربه از دید سبکی با نوشته‌های سده هشتم هجری دوران زندگی عبید زاکانی هم‌خوانی ندارد.
- در هیچ‌یک از نسخه‌های کهن مجموعه آثار عبید زاکانی، موش و گربه یافت نمی‌شود.
- در هم‌سنجی با نوشته‌های گوناگون عبید زاکانی، موش و گربه، در سبک و محتوا، کم‌مایه‌تر است.

علی محدث از این هم پا فراتر گذاشته و این حدس را مطرح کرده‌است که موش و گربه به احتمال زیاد در دوران شاه طهماسب اول از خاندان صفویه یعنی در قرن دهم هجری نگاشته شده و سراینده‌اش شاعری از فرقهٔ پسیخانیان (نقطویان) بوده که در این چکامه کشاکش‌های میان صفویه و پسیخانیان را به نمایش گذاشته است.
وی در نوشته‌ خود از تفصیل خودداری کرده‌است. البته علی محدث نخستین کسی نیست که تردیدهایی در مورد سراینده‌ موش و گربه پیش گذاشته است. برای نمونه لحن گفتار محمدجعفر محجوب در کلیات عبید چنین تردیدی را نمایان می‌کند اما به نظر می‌رسد که محدث اولین کسی است که چنین نظری را به این صراحت بیان می‌کند.

## اقتباس‌ها
- اپرت شاخ نبات
- اردشیر محصص، هنرمند طراح و کاریکاتوریست مجموعه‌ای بر اساس این منظومه طراحی کرده است که در گنجینه موزه هنرهای معاصر تهران نگهداری می‌شود. او در این مجموعه، گربه را در قامت حاجی میرزا آقاسی تصویر کرده است. این مجموعه از آثار در کتاب کارنامه، چاپ موزه هنرهای معاصر تهران، منتشر شده است.

## ترجمه به سوئدی
بو اوتاس موش و گربه را به زبان سوئدی ترجمه کرده‌است.